# Kodaň
Kodaň (dánsky København, výslovnost:  [kʰøb̥ənˈhaʊ̯ˀn]) je hlavní a největší město Dánska. Leží na východním pobřeží ostrova Sjælland a částečně na ostrově Amager. Žije zde přibližně 667 tisíc obyvatel, v celé městské aglomeraci přes jeden milion. Kodaň je sídlem dánského krále. 
První zmínka o Kodani pochází z 11. století a hlavním městem se toto přístavní sídlo stalo ve století patnáctém. V 17. století, za vlády Kristiána IV. se stala Kodaň významným centrem regionu. Od roku 2000 je mostem přes Øresund spojena se švédským Malmö. Z Kodaně a Malmö se tak pomalu stává jedna metropolitní oblast, kde v okruhu 50 km žije cca 2,7 milionu obyvatel.
Kodaň je hlavním regionálním centrem podnikání, kultury, médií a vědy, což potvrzují mnohé mezinárodní průzkumy a žebříčky. Byla označena za jedno z měst s nejkvalitnější životní úrovní a rovněž s nejšetrnějším přístupem k přírodě na světě. Je zde největší skandinávské letiště. Jednou z nejnavštěvovanějších turistických atrakcí je bronzová socha malé mořské víly, v jejíž blízkosti je historická přístavní pevnost Kastellet ze 17. století. V centru Kodaně leží známý zábavní park Tivoli a Nová glyptotéka Carlsbergu. Roku 1996 byla Kodaň Evropským městem kultury.

## Etymologie
Český název města Kodaň se odvozuje z latinského slova Codania.
Dnešní dánský název København pochází ze středověkého pojmenování v dánštině, které bylo Køpmannæhafn (v překladu do češtiny Přístav obchodníků). Roku 1043 bylo toto místo poprvé označeno jako Havn, což se shoduje také s latinským označením Hafnia. Obě slova znamenají totéž – Přístav. V roce 1923 byl právě od latinského pojmenování města odvozen název pro hafnium, chemický prvek, který téhož roku v Kodani objevili Dirk Coster a Georg von Hevesy.
Názvy Kodaně se v různých jazycích odlišují. Například anglicky je to Copenhagen, německy a nizozemsky Kopenhagen, polsky Kopenhaga, švédsky Köpenhamn, islandsky Kaupmannahöfn a francouzsky, španělsky a portugalsky Copenhague.
Jméno města nese asteroid (13586) Copenhagen a latinským názvem města Hafnia byl pojmenován chemický prvek Hafnium.

## Historie

### Prvotní osídlení a středověk

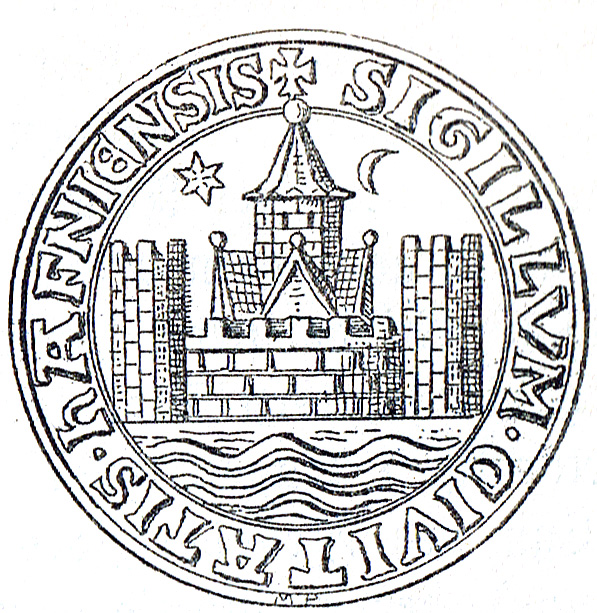
Pečeť Kodaně z roku 1296

Existují důkazy, které potvrzují lidskou činnost na tomto místě datující se do období kolem 4000 let př. n. l., není však potvrzeno trvalé osídlení v oblasti. Podle archeologických průzkumů tu první trvalé osídlení vzniklo v 11. století a zahrnovalo dvě oddělené osady. Na místě dnešního Højbro Plads se pravděpodobně nacházel přístav.
Ve 12. století význam Kodaně rostl a město bylo posíleno zemními pracemi. Římskokatolická církev vybudovala katedrály v Roskilde a Lundu a položila tak základ k rozvoji těchto sídel. Kodaň, která se nachází mezi těmito městy, tak měla ideální polohu pro dopravu a obchod. Nejstarší písemná zmínka o Kodani pochází z 12. století, kdy o ní píše Saxo Grammaticus jako o Portus Mercatorum, v tehdejší dánštině tedy Køpmannæhafn. Papež Urban III. nazval město v dopise z roku 1186 jako Hafn, zde šlo ale zřejmě o zkrácenou verzi.

## Geografie

### Rozvoj města
Rozvoj města a suburbanizace má v Kodani jasný řád. Jak píše Dan Christensen v publikaci Copenhagen: views a visions, kterou vydala sama Kodaňská radnice, tak v roce 1948 vydala radnice plán na rozvoj města. Ve výše zmíněné publikaci se přímo uvádí následující. Regionální plánování začalo po druhé světové válce, když byl v lednu 1948 publikován návrh „Regionálního plánu pro větší Kodaň“. Navrhoval rozvoj města podél S-trains linek, což zajistilo rychlejší dopravu do města. Město mělo zůstat centrem výroby a služeb, okolo stanic vlaku se měly soustředit servisní střediska. Okolo každé stanice mělo být postaveno bydlení pro 10 000 obyvatel. Tomuto plánu se věnuje i Stan Major, který tvrdí, že plán měl pokrýt 3 000 km² a naplánovat bydlení pro 1 milion lidí.
V 60. letech byl rozvoj města podle tohoto plánu neudržitelný, rozvoj byl příliš rychlý. Proto byl vypracován nový plán Figure 2. V tomto plánu byl připraven rozvoj jihozápadní oblasti okolo města.
Jelikož rychlost rozvoje města byla neudržitelná i podle druhého plánu, začala nad rozvojem Kodaně diskuze. Vznikla instituce, která se zabývala rozvojem města, The Regional Planning Council. Výsledkem dlouhé debaty a práce instituce byl roku 1973 „Regionální plán 1973“ (Figure 3). Plán měl řešit problém s dopravou. Jelikož do té doby byla doprava vedena hlavně okolo S-train linek směrem z předměstí do města byla potřeba vybudovat okruh, který odvede dopravu z centra. Rychlý rozvoj města zpomalil, až téměř zastavil, roku 1973 ropný šok.
Roku 1989 byl vypracován plán „Regionální plán 1989“ (Figure 4). Vše má být soustředěno v okolí hlavních dopravních tepen, hlavně S-trains linek. Dalo by se říci, že tímto je suburbanizace řízená. Nová předměstí se soustředí v okolí těchto linek.
Poslední „Finger Plan“ byl vytvořen roku 2007. Tyto plány byly úspěšné, protože suburbanizace se opravdu soustředí v okolí S-trains linek a mapa města a okolí vypadá jako ruka s prsty.
Hansen a Petersen ve své studii z roku 1980 také zkoumají rozvoj města Kodaně. Podle jejich studie docházelo od konce druhé světové války zhruba do roku 1978 k odlivu lidí z centra města do okraje. Suburbanizace se poté zpomalila a počet obyvatel v centru se už nesnižoval, ale pouze stagnoval. Stádium suburbanizace bylo mezi lety 1945 a 1978 a očekává se pokračováním stádia desurbanizace.
Oproti stavu v roce 1950, kdy ve městě žilo více lidí než v okolí, tak v roce 1989 už žilo v okolí města 2,5krát více lidí než ve městě. Počet obyvatel ve městě a okolí se také zvýšil.

Pohled na Kodaň z Frelsers Kirke

## Podnebí
Podnebí je mírné, přechodné mezi oceánským a kontinentálním. Počasí je ve všech ročních obdobích proměnlivé. Sníh padá od listopadu do začátku března a v zimě je sněžení stejně časté jako déšť. V zimě, pokud fouká vítr od východu může být i celodenní mráz a po ránu i méně než -10°C. Jaro je podobné jako v kontinentální Evropě, ale přichází o týden později. Bouřky bývají vzácné a jsou hlavně od půli října do února. V létě naopak mohou východní větry spolu s tlakovou výší přinést vedra. Nejvyšší naměřená teplota byla 33,8 °C a nejnižší naměřená teplota-24,2 °C
| Kodaň – podnebí             | Kodaň – podnebí | Kodaň – podnebí | Kodaň – podnebí | Kodaň – podnebí | Kodaň – podnebí | Kodaň – podnebí | Kodaň – podnebí | Kodaň – podnebí | Kodaň – podnebí | Kodaň – podnebí | Kodaň – podnebí | Kodaň – podnebí | Kodaň – podnebí |
| Období                      | leden           | únor            | březen          | duben           | květen          | červen          | červenec        | srpen           | září            | říjen           | listopad        | prosinec        | rok             |
| --------------------------- | --------------- | --------------- | --------------- | --------------- | --------------- | --------------- | --------------- | --------------- | --------------- | --------------- | --------------- | --------------- | --------------- |
| Nejvyšší teplota [°C]       | 7               | 8               | 12              | 18              | 23              | 24              | 26              | 26              | 20              | 16              | 12              | 8               | 26              |
| Průměrné denní maximum [°C] | 3               | 3               | 6               | 12              | 16              | 19              | 21              | 21              | 17              | 11              | 7               | 3               | 11,6            |
| Průměrná teplota [°C]       | 1               | 0,5             | 3               | 8               | 12              | 15              | 17,5            | 17,5            | 13              | 8,5             | 5               | 1               | 8,5             |
| Průměrné denní minimum [°C] | −1              | −2              | 0               | 4               | 8               | 11              | 14              | 14              | 9               | 6               | 3               | −1              | 5,4             |
| Nejnižší teplota [°C]       | −7              | −7              | −5              | −1              | 3               | 8               | 10              | 8               | 5               | 0               | −4              | −7              | −7              |
| Průměrné srážky [mm]        | 46              | 30              | 39              | 34              | 50              | 64              | 61              | 70              | 62              | 59              | 53              | 50              | 618             |
| Zdroj 1: Zdroj 2:           |                 |                 |                 |                 |                 |                 |                 |                 |                 |                 |                 |                 |                 |

## Správa a politika

### Doprava

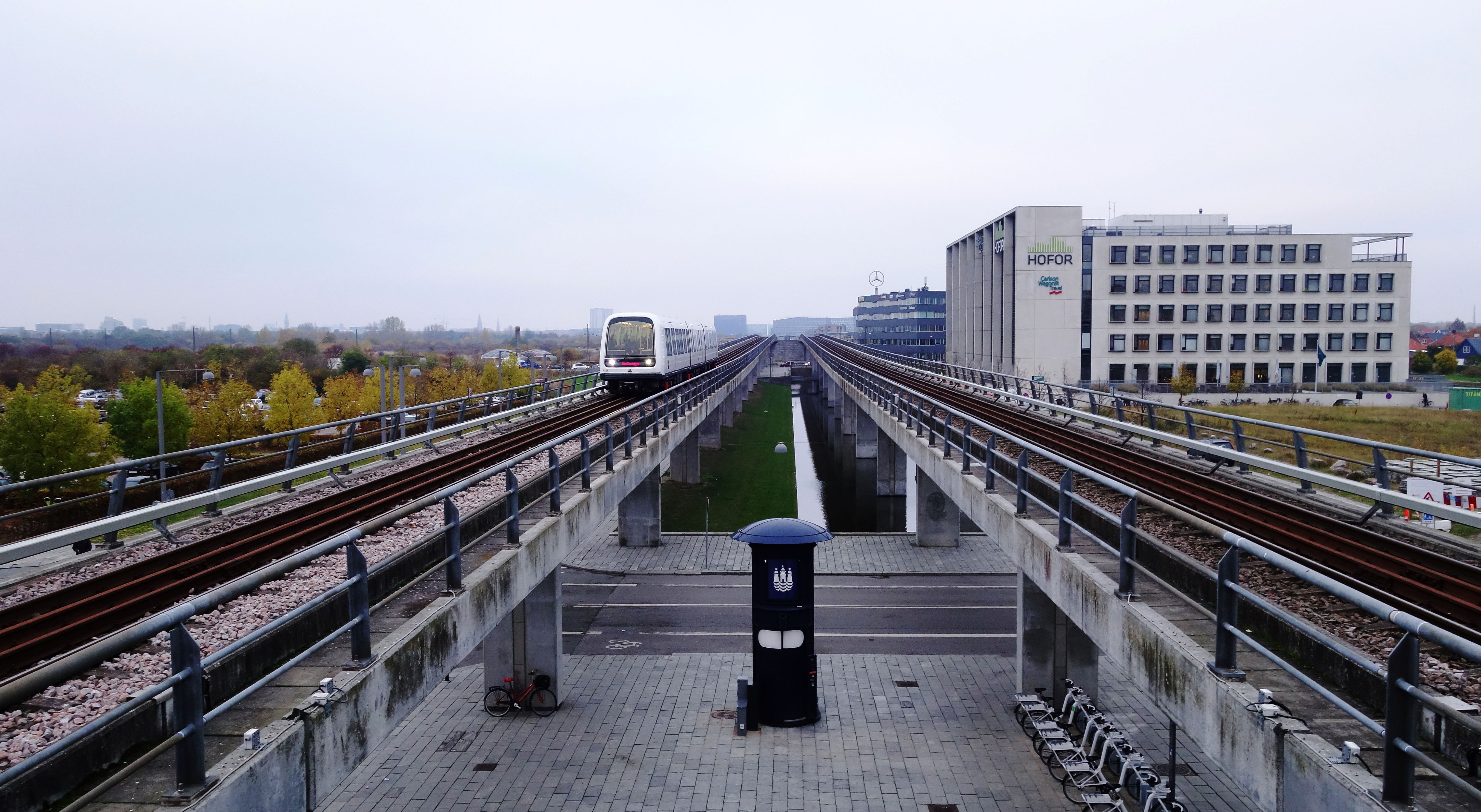
Linka M1 kodaňského metra u nadzemní stanice Bella Center Station ve čtvrti Ørestad

Jakožto největší dánský přístav má Kodaňský přístav spojení se Švédskem, Norskem, Německem, Finskem, Polskem i Spojeným královstvím. Z Kodaně je trajektové spojení do Osla (Norsko) a Swinoujscie (Polsko).  Na ostrově Amager se nachází jedno z největších evropských letišť a největší skandinávské letiště – mezinárodní letiště Kastrup. Naopak ostrov Sjælland je spojen s okolní pevninou řadou mostů, což usnadňuje železniční a silniční dopravu. Z Kodaně do švédského přístavu Malmö je vybudovaný 16 km dlouhý kombinovaný silniční a železniční přejezd přes průliv Öresund, tvořený tunelem a mostem.
Nejstarším prostředkem místní dopravy v Kodani je autobus. Význam autobusové dopravy ve městě vzrostl po ukončení provozu tramvajové sítě v roce 1972. V současné době existuje v městských oblastech a okolí rozvětvený systém autobusových linek Movia s různými rychlostmi, dostupností a časováním. Systém zahrnuje také tři linky s osobním člunem Havnebussen, který Arriva provozuje s čluny typu Damen Ferry 2306 E3. Ve vnitřním přístavu spojuje přístavní linka mimo jiné Královskou operu (Operaen) na ostrově Holmen se starým městem. 
V Kodani se rovněž nachází metro. Jsou zde tři linky a jedna okružní linka velice moderního a zcela automatického metra, vlakové soupravy jezdí bez řidičů. Další rozšíření je ve výstavbě. V tandemu s kodaňským metrem funguje systém příměstské železnice S-Bahn (dánsky S-tog). Hlavním železničním nádražím je København H.

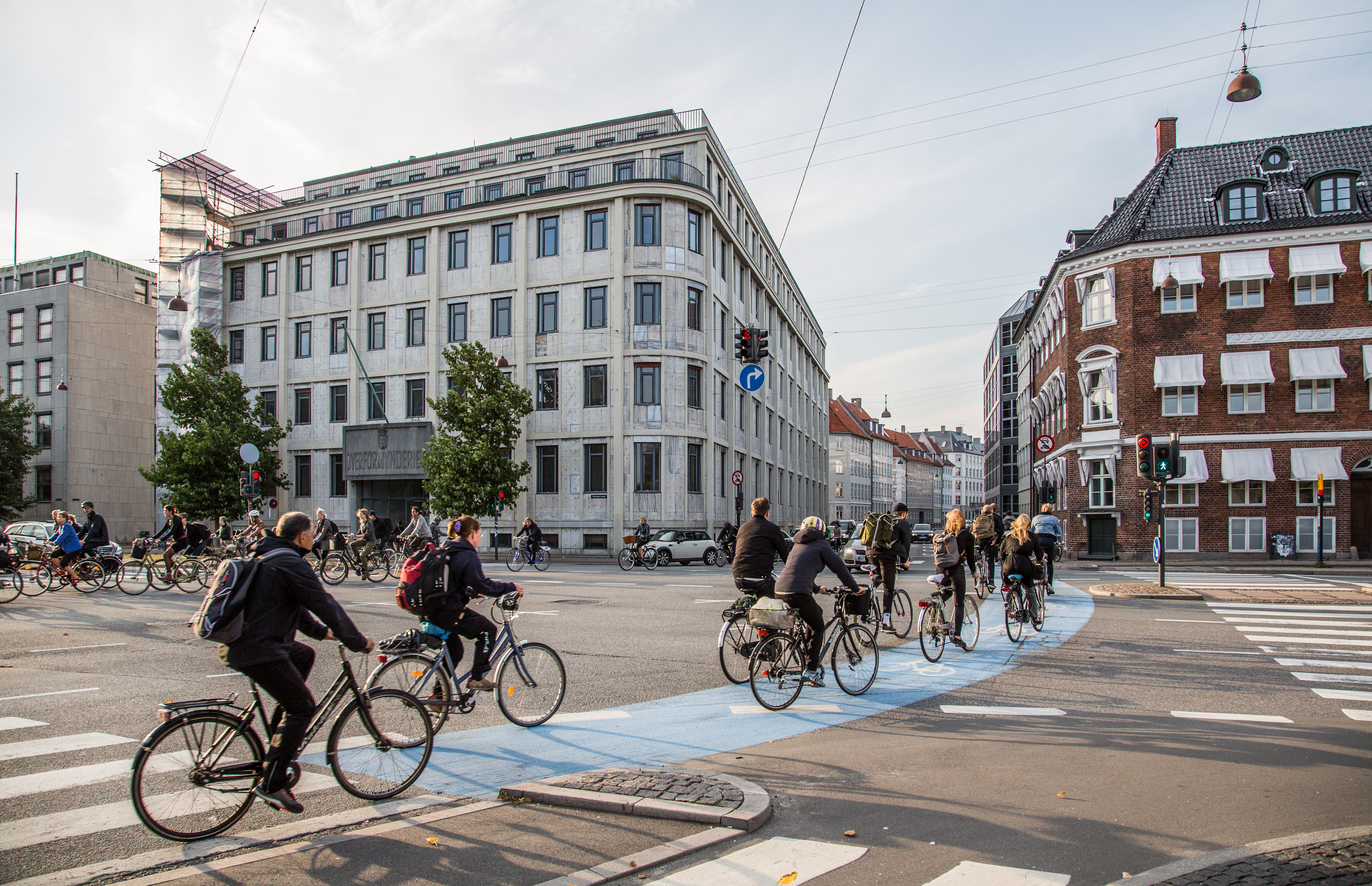
Cyklisté v kodaňské ulici Holemns Kanal projíždí křižovatkou

V Kodani je velmi populární městská cyklistika, do práce nebo do školy na jízdním kole cestuje 45 % obyvatel, hromadnou dopravou 27 %, autem 23 % a zbylých 5 % pěšky. Mezi rokem 2000 až rokem 2017 narostl objem cyklistiky o téměř 70 %. To se stalo především díky budování lepší infrastruktury a také ubírání parkovacích kapacit pro auta.

## Slavní rodáci
- Søren Kierkegaard (1813–1855), filosof, teolog a psycholog
- Alexandra Dánská (1844–1925), rodem dánská princezna, sňatkem britská princezna a později královna
- Jiří I. Řecký (1845–1913), dánský princ, řecký král od roku 1863 až do své smrti
- Marie Sofie Dánská (1847–1928), rodem dánská princezna, sňatkem ruská carevna
- Hans Christian Gram (1853–1938), bakteriolog a vysokoškolský profesor
- Ulrich Salchow (1877–1949), švédský krasobruslař, první olympijský vítěz v krasobruslení na LOH 1908
- Niels Bohr (1885–1962), atomový a jaderný fyzik, chemik, vysokoškolský profesor a držitel Nobelovy ceny za fyziku za rok 1922
- Harald Bohr (1887–1951), matematik, fotbalista, stříbrný medailista z LOH 1908
- Arne Jacobsen (1902–1971), architekt a designér
- Victor Borge (1909–2000), dirigent, klavírista, a hudební skladatel
- Aage Niels Bohr (1922–2009), jaderný fyzik zabývající se kvantovou mechanikou, držitel Nobelovy ceny za fyziku za rok 1975
- Markéta II. (* 1940), dánská královna panující v letech 1972 až 2024
- Anne-Marie Dánská (* 1946), rodem dánská princezna, sňatkem řecká královna v letech 1964–1973
- Kim Bodnia (* 1965), herec
- Mads Mikkelsen (* 1965), dánský herec
- Helena Christensenová (* 1968), bývalá modelka, Andílek Victoria's Secret a fotografka
- Frederik X. (* 1968), dánský král
- Sidse Babett Knudsenová (* 1968), herečka
- Joachim Dánský (* 1969), dánský princ, hrabě z Monpezatu
- Bjarke Ingels (* 1974), architekt, zakladatel ateliéru Bjarke Ingels Group, který je autorem podoby Vltavské filharmonie v Praze
- Kasper Schmeichel (* 1986), profesionální fotbalový brankář
- Nicklas Bendtner (* 1988), bývalý fotbalový útočník a reprezentant
- Yussuf Poulsen (* 1994), profesionální fotbalista, útočník a reprezentant

## Partnerská města
- Peking, Čína[13]
- Paříž, Francie (pouze dohoda o přátelství a spolupráci)[14]
- Reykjavík, Island[15]
- Campeche, Mexiko[15]